# Branne (Gironde)
Branne ist eine französische Gemeinde mit 1.302 Einwohnern (Stand: 1. Januar 2022) im Département Gironde in der Region Nouvelle-Aquitaine; sie gehört zum Arrondissement Libourne und zum Kanton Les Coteaux de Dordogne. Die Einwohner werden Brannais genannt.

## Geographie
Branne liegt etwa 35 Kilometer östlich von Bordeaux an der Dordogne. Umgeben wird Branne von den Nachbargemeinden Saint-Sulpice-de-Faleyrens im Norden, Cabara im Osten, Saint-Aubin-de-Branne im Südosten und Süden, Lugaignac im Süden und Südwesten sowie Grézillac im Südwesten und Westen.
Durch die Gemeinde führt die frühere Route nationale 136 (heutige D936).

## Bevölkerungsentwicklung
| Jahr                       | 1962 | 1968 | 1975 | 1982 | 1990 | 1999 | 2010 | 2020 |
| Einwohner                  | 778  | 750  | 764  | 850  | 875  | 949  | 1294 | 1317 |
| Quellen: Cassini und INSEE |      |      |      |      |      |      |      |      |

## Sehenswürdigkeiten
- Kirche Saint-Étienne

- Friedhofskreuz, errichtet im 17. Jahrhundert

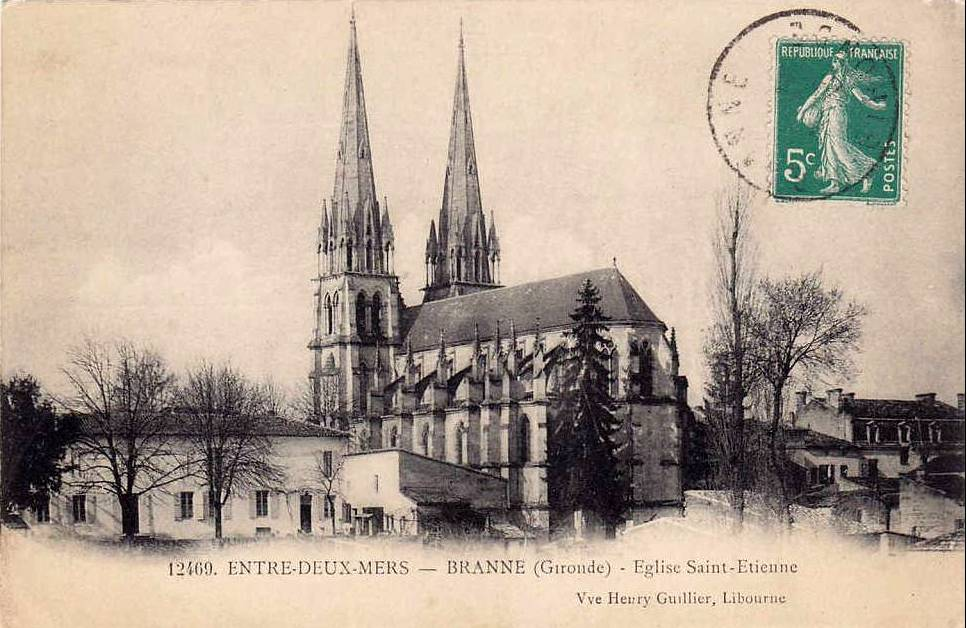
Kirche Saint-Étienne auf einer alten Postkarte
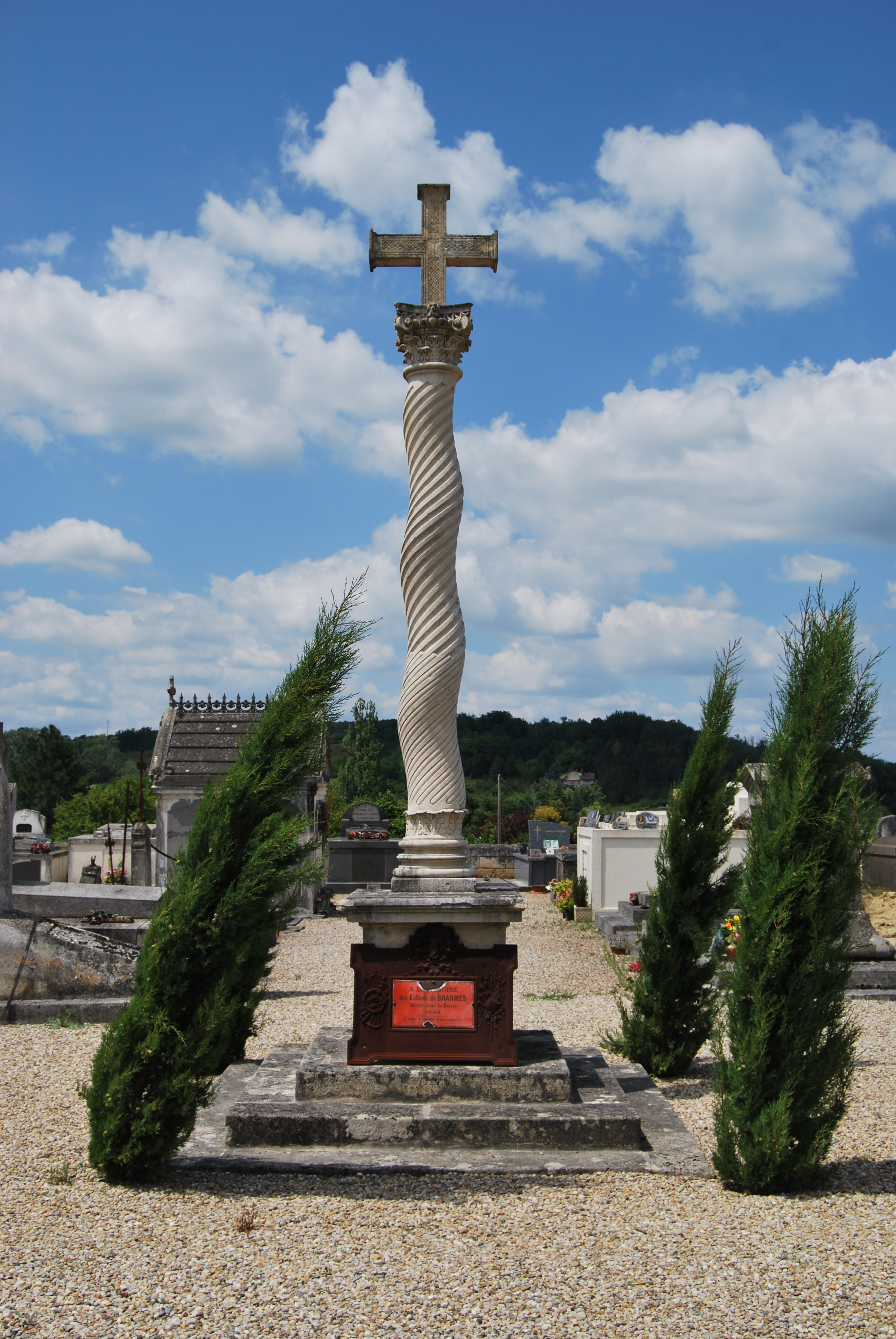
Friedhofskreuz